# Lac de Chiusi
 (avril 2014).
Si vous disposez d'ouvrages ou d'articles de référence ou si vous connaissez des sites web de qualité traitant du thème abordé ici, merci de compléter l'article en donnant les références utiles à sa vérifiabilité et en les liant à la section « Notes et références ».
Le lac de Chiusi (en italien :  lago di Chiusi)  est un lac  situé dans le val di Chiana siennois, à peu de kilomètres au nord-est de la ville de Chiusi, proche du lac de Montepulciano à son sud-est.

## Géographie
Il recueille les eaux  de la Tresa à 251 m d'altitude sur une surface de 3,87 km2 depuis son versant nord, et ses eaux  traversent le lac de  Montepulciano  par le  Canale Maestro della Chiana. 
Son versant vers la ville de Chiusi est réputé pour les tombes étrusques  de ses nécropoles dites « du lac de Chiusi ».